# Esparver menut de clatell blanc
L'esparver menut de clatell blanc (Microspizias collaris; syn: Accipiter collaris) és una espècie d'ocell de la família dels accipítrids (Accipitridae). Habita muntanyes, del nord-oest d'Amèrica del Sud, a zones andines del sud de Colòmbia, nord de l'Equador i el Perú. El seu estat de conservació es considera de risc mínim.

## Taxonomia
Tradicionalment classificat en el gènere Accipiter, estudis fiologenètics recents han demostrat la necessitat d'ubicar-lo en un nou gènere, proposant-se la creació de Microspizias. El Congrés Ornitològic Internacional, en la seva llista mundial d'ocells (versió 12.2, juliol 2022) acceptà la creació d'aquest nou gènere i la transferència d'aquesta espècie. Tanmateix, en el Handook of the Birds of the World i la quarta versió de la BirdLife International Checklist of the birds of the world (Desembre 2019), aquest tàxon apareix classificat encara dins del gènere Accipiter.